# Chorupnianska dolina
Chorupnianska dolina (česky Chorupenské údolí) je údolí v královohoľské části Nízkých Tater. Je to jižní větev Malužinské doliny. Protéká jim Chorupniansky potok. Prochází jim asfaltová lesní cesta nepřístupná pro běžný provoz a tudíž dolina není turisticky zpřístupněná.